# Newcastle International Airport
Newcastle International Airport (IATA: NCL, ICAO: EGNT) er en lufthavn i England, Storbritannien. Den er beliggende ved byen Woolsington, 9,5 km nordvest for centrum af Newcastle upon Tyne.
I 2012 betjente lufthavnen 4.366.196 passagerer og havde 153.295 start- og landinger, hvilket gjorde den til landets 11. travleste. Newcastle Airport er i vækst, i 2015.

## Historie
Lufthavnen blev åbnet 26. juli 1935 under navnet Woolsington Aerodrome af Secretary of State for Air, Sir Philip Cunliffe-Lister. På området var opført en hangar, klubhus til flyveklubber, brændstofdepot og en landingsbane hvor underlaget var græs.
I 1960'erne oplevede man en stor vækst i antallet af passagerer i lufthavnen. Dette skyldes primært briterne begyndte at tage på udenlandsrejser til steder som Spanien, i stedet for at holde ferie i Storbritannien. En ny landingsbane blev bygget, ligesom nye standpladser og et kontroltårn blev opført. Disse nye tilføjelser blev indviet af den daværende premierminister Harold Wilson.
Op igennem 1970'erne nærmede passagertallet sig én million om året, og lufthavnen blev fik ophøjet sin status til regional-international lufthavn. Fra starten af 1980'erne investerede man i nyt check-in, catering og toldfrie butikker. I 1991 åbnede man en ny Metro-station ved lufthavnen, som dermed blev forbundet med centrum af Newcastle ved hjælp af Tyne and Wear Metro-systemet.
Tony Blair indviede i 2000 en ny udvidelse af lufthavnen til 27.000.000 engelske pund, og samme år åbnede det første lavprisflyselskab en rute fra Newcastle. Københavns Lufthavne købte i 2001 49% af aktierne i Newcastle Airport. I 2012 blev andelen solgt til den australsk styrede fond AMP Capital. De sidste 51 procent af aktierne ejes af syv kommuner omkring Newcastle.

## Galleri
- Kontroltårnet.
- Standpladserne i den østlige del af lufthavnen.
- Fly på forpladsen.
- Luftfoto af lufthavnen i 1972.